# Креольська мова Торресової протоки
Креольська мова Торресової протоки — креольська мова, поширена на островах Торресової протоки в австралійському штаті Квінсленд. Також використовується в деяких населених пунктах мису Йорк та на південно-західному узбережжі Папуа — Нової Гвінеї . Більшість носіїв мови — аборигени островів Торресової протоки .

## Походження
Як і решта креольських мов регіону, креольська мова Торресової протоки виникла в результаті контактів корінного населення, що розмовляє австралійськими та папуаськими мовами, з моряками, торговцями, колоністами та місіонерами, які розмовляли англійською та, рідше, іншими європейськими та азійськими мовами. Перші письмові свідчення цієї мови відносяться до першої половини XIX ст .
Мова має кілька назв, що зустрічаються в академічній літературі та самоназв. Найбільш частотні з них — yumplatok і brokan.

## Приклад тексту

### Молитва«Отче наш»
Padha blo mipla, yu we yu stap dhe antap lo eben, Nem blo yu mipla mas mekem oliwan, Bambai basalaya blo yu i mas kam,
Òl i mas meke laik blo yu iya lo apaguwa, òlsem òl i mekem we eben.
Gibi dhamba blo tide pò mipla, Pigibi òlgedha nugud pasen blo mipla, òlsem mipla pigibi nugud pasen blo dhempla we òl i meke nugud pasen pò mipla.
No libi mipla go pò laik pò nugud thing, Kasa dhasòl lego mipla prom nugudwan.
(Waze basalaya i blo yu, 'ne pawa,'ne glòri,)
Amen.